# Lijst van rivieren in Nigeria
Dit is een lijst van rivieren in Nigeria. De rivieren in deze lijst zijn geordend naar drainagebekken en de opeenvolgende zijrivieren zijn ingesprongen weergegeven onder de naam van elke hoofdrivier.

## Golf van Guinee

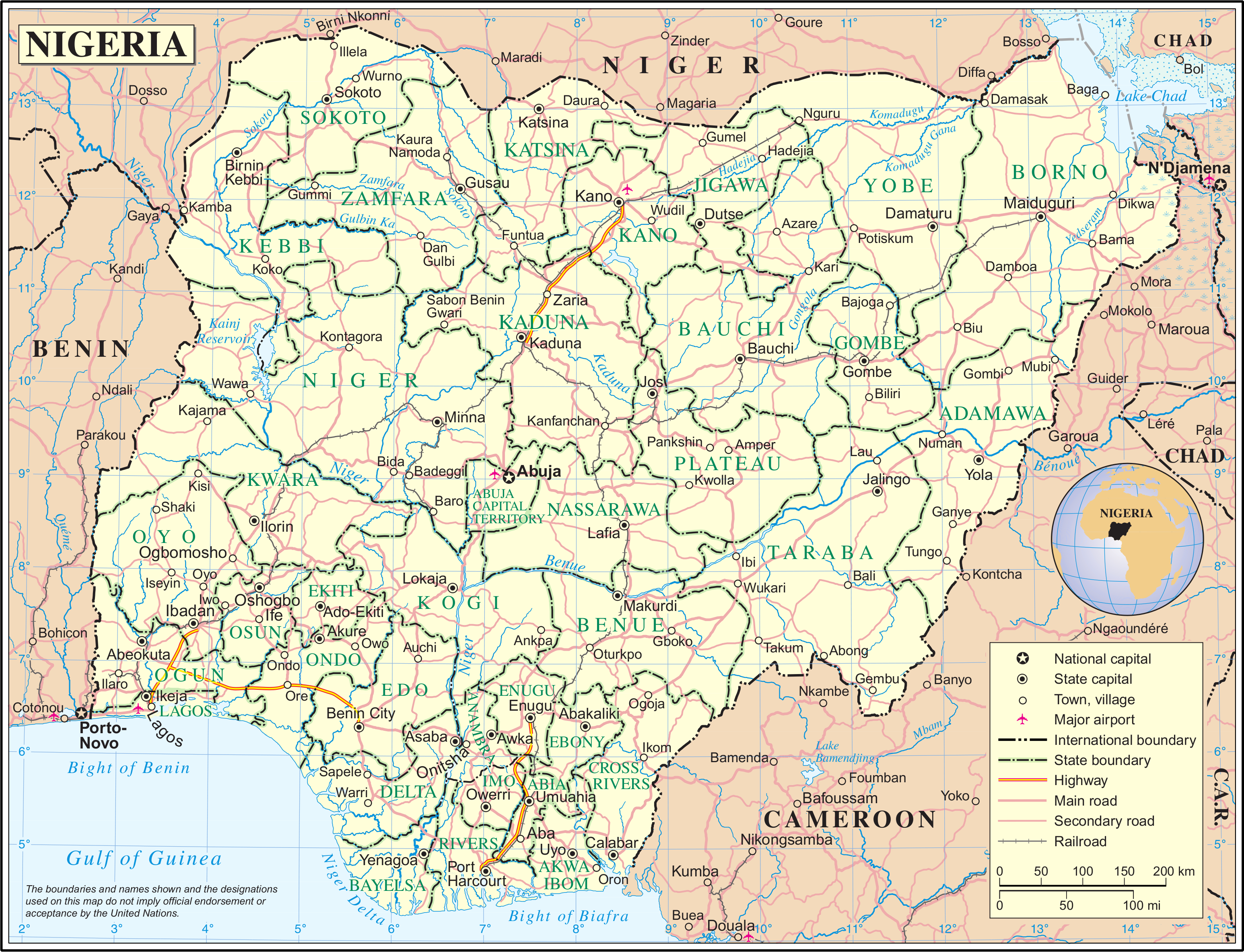
Kaart van Nigeria.

- Ouémé
  - Okpara
- Ogun
  - Oyan
    - Ofiki
- Ona (Awna)
  - Ogunpa
- Osun
  - Erinle
    - Otin

  - Oba
  - Omi Osun
- Benin
- Osse
- Niger
  - Escravos (aftakking)
  - Forcados (aftakking)
  - Chanomi Creek (aftakking)
  - Nun (aftakking)
  - New Calabar (aftakking)
  - Anambra
  - Benue
    - Okwa
    - Mada
    - Katsina Ala
      - Menchum

    - Ankwe
    - Donga
      - Bantaji (Suntai)

    - Wase
    - Taraba
      - Kam

    - Pai
    - Gongola
      - Hawal

    - Faro

  - Gurara
  - Kaduna
    - Mariga
    - Tubo
    - Galma

  - Moshi
    - Teshi

  - Oli
  - Malendo
  - Sokoto
    - Ka
    - Zamfara
    - Gaminda
    - Rima
      - Goulbi de Maradi
      - Gagere
      - Bunsuru
- Bonny
- Imo
  - Aba
  - Otamiri
- Kwa Ibo
- Cross
  - Akwayafe
  - Great Kwa
  - Calabar
  - Asu
    - Aboine
      - Ekulu

  - Anyim

## Tsjaadmeer
- Yobe
  - Komadugu Gana
  - Jama'are (Bunga)
    - Katagum

  - Hadejia
    - Chalawa
      - Kano
      - Watari
- Ngadda
- Yedseram